# Hiroto Ueda
Hiroto Ueda (上田博人?   1951, Japón) es un hispanista y lingüista japonés.

## Trayectoria
Es doctor en filología española por la Universidad de Alcalá y se ha desempeñado como profesor de español y filología española en la Universidad Nacional de Estudios Extranjeros de Tokio, la Universidad de Estudios Extranjeros de Tokio, la Universidad de Tokio, la Universidad Complutense de Madrid, la Universidad de Educación a Distancia de Japón y la Universidad de Alcalá. Desde 2017, es profesor emérito de la Universidad de Tokio y profesor no numerario en la Universidad Sofía de Tokio.
Algunas de sus áreas de estudio han sido la historia de la lengua española, la dialectometría y la lingüística de corpus. En este último aspecto, ha colaborado en la creación e implementación de varios corpus lingüísticos del español, entre los que se encuentran: el Corpus de Documentos Españoles Anteriores a 1700 (CODEA, a cargo de Pedro Sánchez-Prieto Borja), el Corpus de Documentos de Cancillería Real (CODCAR, a cargo de Nieves Sánchez González de Herrero) y el Corpus Histórico del Español Norteño (CORHEN, a cargo de María Jesús Torrens Álvarez). Desde 1993, coordina el proyecto VARILEX bajo el auspicio de la Asociación de Lingüística y Filología de América Latina, cuyo objetivo es el estudio de la variación léxica en el mundo hispanoparlante.
Ha formado parte de diversas asociaciones profesionales, entre ellas Sociedad Japonesa de Hispanistas, la Sociedad Japonesa de Estudios Románicos y la Asociación Asiática de Hispanistas, de la que ha sido presidente oficial. A su vez, ha tomado parte en los consejos y comités editoriales de diversas publicaciones académicas, como las revistas Revista de Estudios de Adquisición de la Lengua Espanola, Lingüística Española Actual y Nueva Revista de Filología Hispánica.
Desde 1998, es académico correspondiente de la Academia Norteamericana de la Lengua Española y, desde 2016, de la Real Academia Española.

## Publicaciones selectas

### Libros
- Ueda, Hiroto (2019). Léxico. Nuevo diccionario estándar español-japonés. Tokio: Kenkyūsha.
- Ueda, Hiroto (2011). スペイン語文法ハンドブック / Supeingo bunpō handobukku [Manual de gramática del español]. Tokio: Kenkyūsha. ISBN 9784327394202.

### Libros en coautoría
- Guerra, Luis; Ueda, Hiroto (2013). Producción y evaluación de materiales didácticos audiovisuales. Madrid: Arco/Muralla. ISBN 978-84-7635-876-4.
- Ueda, Hiroto; Rubio, Carlos (2006). プエルタ新スペイン語辞典 / Pueruta shin supeingo jiten [Puerta al español. Nuevo diccionario espanol-japonés]. Tokio: Kenkyūsha. ISBN 9784767490564.